# Leucocythere helenae
Leucocythere helenae је животињска врста класе Crustacea која припада реду Podocopida и фамилији Limnocytheridae.

## Угроженост
Ова врста се сматра рањивом у погледу угрожености врсте од изумирања.

## Распрострањење
Јужноафричка Република је једино познато природно станиште врсте.

## Станиште
Станиште врсте су слатководна подручја.